# Brigitte Boccone-Pagès
Brigitte Boccone-Pagès   (Mònaco, 8 de maig de 1959) és una política monegasca, presidenta del Consell Nacional de Mònaco des del 6 d'octubre del 2022.
Va ser elegida vicepresidenta del Consell Nacional de Mònaco el 2018. El 6 d'octubre del 2022, després de la inesperada dimissió de Stéphane Valeri, va assumir-ne la presidència en tant que la primera dona a accedir al càrrec. És més: va ser elegida per unanimitat del parlament. Aleshores va triar Balthazar Seydoux com a vicepresident.
El 5 de febrer del 2023, en les eleccions parlamentàries, la coalició Unió Nacional Monegasca, dirigida per Boccone-Pagès, va obtenir la totalitat dels escons (és a dir, 24) al Consell Nacional.
Entre d'altres condecoracions, va ser receptora de l'Orde de Sant Carles el 26 de novembre del 2021 i nomenada Dama de la Legió d'Honor el desembre del mateix any.